# رائول آلبیول
رائول آلبیول تورتاخادا (اسپانیایی: Raúl Albiol Tortajada‎؛ زادهٔ ۴ سپتامبر ۱۹۸۵) بازیکن فوتبال اهل اسپانیا است.

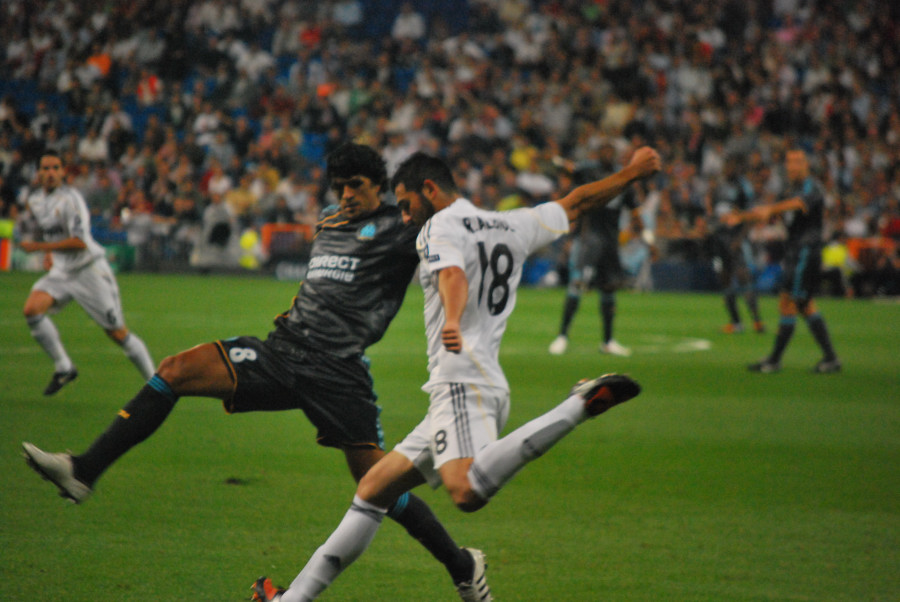
آلبیول در حال بازی برای رئال مادرید در لیگ قهرمانان اروپا سال ۲۰۰۹

آلبیول، متولد ۴ سپتامبر ۱۹۸۵ است و تاکنون به عنوان بازیکن، در تیم‌های ختافه، والنسیا، رئال مادرید و ناپولی، بازی کرده‌است. او در حال حاضر، عضو باشگاه فوتبال ویارئال است.

## افتخارات

### والنسیا
- کوپا دل ری: ۲۰۰۷–۲۰۰۸
- لیگ اروپا: ۲۰۰۳–۲۰۰۴

### رئال مادرید
- لالیگا: ۲۰۱۱–۲۰۱۲
- کوپا دل ری: ۲۰۱۰–۲۰۱۱
- سوپرجام اسپانیا: ۲۰۱۲

### ناپولی
- کوپا ایتالیا: ۲۰۱۳–۲۰۱۴
- سوپرجام فوتبال ایتالیا: ۲۰۱۴

### اسپانیا
- جام جهانی: ۲۰۱۰
- جام ملت‌های اروپا: ۲۰۱۲
- جام ملت‌های اروپا: ۲۰۰۸
- جام کنفدراسیون‌ها: نایب قهرمان ۲۰۱۳

### ویارئال
- لیگ اروپا :۲۰۲۱